# Jesús Vargas
Jesús Vargas (Mérida, Libertador, Venezuela, 26 de agosto de 1999) es un futbolista venezolano que juega como delantero en el Anzoátegui FC de la Primera División de Venezuela.

## Trayectoria
Jesús Vargas debutó en Estudiantes de Mérida el 30 de julio de 2016 frente a Deportivo Anzoátegui. En ese torneo, jugó en otros cinco partidos.
En el Torneo 2017, Vargas tuvo más protagonismo, jugando 31 partidos y 28 como titular, convirtiendo 5 goles, su mayor marca hasta la actualidad.
En 2019, fue convocado por la Selección sub-20 de Venezuela, para disputar el Sudamericano Sub-20. Con Vargas como titular, Venezuela clasificó a la Fase final, convirtiendo el delantero 2 goles.
Después de participar en el Sudamericano, se marchará a préstamo por 18 meses a Gimnasia y Esgrima de La Plata, equipo de la Superliga Argentina. Su debut fue el 3 de marzo de 2019 siendo titular en la victoria de su equipo por 1-0 a Independiente, pero su debut no fue lo esperado debido a que tuvo ser reemplazado a los 72 minutos por lesión.

### Participaciones internacionales
| Selección | Competición                 | Sede     | Resultado     | Partidos | Goles |
| --------- | --------------------------- | -------- | ------------- | -------- | ----- |
| Sub-20    | Sudamericano Sub-20 de 2019 | Chile    | Sexto lugar   | 7        | 2     |
| Sub-23    | Preolímpico 2020            | Colombia | Primera ronda | 4        | 0     |
| Total     | Total                       | Total    | Total         | 11       | 2     |

## Estadísticas

### Clubes
- Actualizado hasta el 12 de abril de 2019.

| Estudiantes de Mérida · Venezuela | 1.ª                 | 2016                | 6  | 0 | 0 | 0 | - | - | 6  | 0 |
| Estudiantes de Mérida · Venezuela | 1.ª                 | 2017                | 31 | 5 | 1 | 0 | - | - | 32 | 5 |
| Estudiantes de Mérida · Venezuela | 1.ª                 | 2018                | 22 | 2 | 0 | 0 | 2 | 0 | 24 | 2 |
| Estudiantes de Mérida · Venezuela | Total club          | Total club          | 59 | 7 | 1 | 0 | 2 | 0 | 62 | 7 |
| Gimnasia y Esgrima (LP) Argentina | 1.ª                 | 2018-19             | 3  | 0 | 2 | 0 | - | - | 5  | 0 |
| Gimnasia y Esgrima (LP) Argentina | Total club          | Total club          | 3  | 0 | 2 | 0 | - | - | 5  | 0 |
| Total en su carrera | Total en su carrera | Total en su carrera | 63 | 7 | 2 | 0 | 2 | 0 | 67 | 7 |
| (1) Las copas nacionales se refiere a la Copa Venezuela, a la Copa Argentina y a la Copa de la Superliga Argentina. (2) Las copas internacionales se refiere a la Copa Sudamericana. |                     |                     |    |   |   |   |   |   |    |   |

### Selección
| Selección | Año   | Amistosos | Amistosos | Eliminatorias | Eliminatorias | Mundial | Mundial | Copa América | Copa América | Sudamericano Sub-20 | Sudamericano Sub-20 | Mundial Sub-20 | Mundial Sub-20 | Juegos Olímpicos | Juegos Olímpicos | Total | Total | Media goleadora |
| Selección | Año   | Part.     | Goles     | Part.         | Goles         | Part.   | Goles   | Part.        | Goles        | Part.               | Goles               | Part.          | Goles          | Part.            | Goles            | Part. | Goles | Media goleadora |
| --------- | ----- | --------- | --------- | ------------- | ------------- | ------- | ------- | ------------ | ------------ | ------------------- | ------------------- | -------------- | -------------- | ---------------- | ---------------- | ----- | ----- | --------------- |
| Sub-20    | 2019  | -         | -         | -             | -             | -       | -       | -            | -            | 7                   | 2                   | -              | -              | -                | -                | 7     | 2     | 0.29            |
| Sub-20    | Total | -         | -         | -             | -             | -       | -       | -            | -            | 7                   | 2                   | -              | -              | -                | -                | 7     | 2     | 0.29            |

## Clubes
| Club                                | País      | Año              | PJ | Goles |
| ----------------------------------- | --------- | ---------------- | -- | ----- |
| Estudiantes de Mérida               | Venezuela | 2016–2018        | 59 | 7     |
| Club de Gimnasia y Esgrima La Plata | Argentina | 2018-2020        | 10 | 0     |
| Cancún Fútbol Club                  | México    | 2020-2021        | 13 | 1     |
| Estudiantes de Mérida               | Venezuela | 2022             | 29 | 6     |
| Envigado FC                         | Colombia  | 2023             | 22 | 1     |
| UCV FC                              | Venezuela | 2024             | 18 | 3     |
| Anzoátegui FC                       | Venezuela | 2025- Actualidad |    |       |